# Chaoli
Chaoli (kinesiska: 朝里瑶族乡, 朝里) är en socken i Kina. Den ligger i den autonoma regionen Guangxi, i den södra delen av landet, omkring 240 kilometer nordväst om regionhuvudstaden Nanning. Antalet invånare är 7849. Befolkningen består av 3 697 kvinnor och 4 152 män. Barn under 15 år utgör 25,0 %, vuxna 15-64 år 67 %, och äldre över 65 år 7,0 %.
Genomsnittlig årsnederbörd är 1 609 millimeter. Den regnigaste månaden är juni, med i genomsnitt 346 mm nederbörd, och den torraste är februari, med 25 mm nederbörd.